# العلاقات الأرجنتينية المالديفية
العلاقات الأرجنتينية المالديفية هي العلاقات الثنائية التي تجمع بين الأرجنتين والمالديف.

## مقارنة بين البلدين
هذه مقارنة عامة ومرجعية للدولتين:
| وجه المقارنة                                              | الأرجنتين                                               | [[تصنيف:صفحات تستخدم رمز علم غير موجود\|]] المالديف |
| --------------------------------------------------------- | ------------------------------------------------------- | --------------------------------------------------- |
| المساحة (كم2)                                             | 2.78 مليون                                              | 298                                                 |
| عدد السكان (نسمة)                                         | 44.27 مليون                                             | 436.33 ألف                                          |
| الكثافة السكانية (ن./كم²)                                 | 15.92                                                   | 146.42 ألف                                          |
| العاصمة                                                   | بوينس آيرس                                              | ماليه                                               |
| اللغة الرسمية                                             | اللغة الإسبانية                                         | اللغة الديفهي                                       |
| العملة                                                    | البيزو الأرجنتيني 1983 ‏، بيزو أرجنتيني، أسترال أرجنتيني | روفيه مالديفية                                      |
| الناتج المحلي الإجمالي (بليون دولار)                      | 637.59 مليار                                            | 4.60 مليار                                          |
| الناتج المحلي الإجمالي (تعادل القوة الشرائية) بليون دولار | 883.02 مليار                                            | 5.23 مليار                                          |
| الناتج المحلي الإجمالي الاسمي للفرد دولار أمريكي          | 13.43 ألف                                               | 8.39 ألف                                            |
| الناتج المحلي الإجمالي للفرد دولار أمريكي                 |                                                         | 12.53 ألف                                           |
| مؤشر التنمية البشرية                                      | 0.827                                                   | 0.706                                               |
| رمز المكالمات الدولي                                      | +54                                                     | +960                                                |
| رمز الإنترنت                                              | .ar                                                     | .mv                                                 |
| المنطقة الزمنية                                           | 00                                                      | ت ع م+05:00                                         |

## منظمات دولية مشتركة
يشترك البلدان في عضوية مجموعة من المنظمات الدولية، منها:
| علم المنظمة | اسم المنظمة                        | تاريخ انضمام الأرجنتين | تاريخ انضمام المالديف |
| ----------- | ---------------------------------- | ---------------------- | --------------------- |
|             | مؤسسة التنمية الدولية              | 3 أغسطس 1962           | 13 يناير 1978         |
|             | منظمة التجارة العالمية             | ?                      | ?                     |
|             | مؤسسة التمويل الدولية              | 13 أكتوبر 1959         | 2 فبراير 1983         |
|             | منظمة حظر الأسلحة الكيميائية       | ?                      | ?                     |
|             | الأمم المتحدة                      | 24 أكتوبر 1945         | 21 سبتمبر 1965        |
|             | الاتحاد الدولي للاتصالات           | 1889                   | 28 فبراير 1967        |
|             | منظمة الشرطة الجنائية الدولية      | ?                      | ?                     |
|             | البنك الدولي للإنشاء والتعمير      | 20 سبتمبر 1956         | 13 يناير 1978         |
|             | الاتحاد البريدي العالمي            | ?                      | ?                     |
|             | وكالة ضمان الاستثمار متعدد الأطراف | 11 فبراير 1992         | 19 مايو 2005          |
|             | يونسكو                             | 15 سبتمبر 1948         | 18 يوليو 1980         |

## وصلات خارجية
- موقع وزارة الخارجية الأرجنتينية
- موقع وزارة الخارجية المالديفية